# LUX 006
LUX 006 fue un evento de artes marciales mixtas producido por LUX Fight League, que se llevó a cabo el 30 de agosto de 2019 en el Showcenter Complex de Monterrey, Nuevo León, México.

## Antecedentes
El evento no solo marcó la primera visita de la promoción a Monterrey, sino que también fue el primer gran evento deportivo realizado en el Showcenter Complex desde que el recinto fue inaugurado cinco meses atrás.
Una pelea por el inaugural Campeonato de Peso Ligero de LUX entre el brasileño Diego Lopes y el costarricense Alejandro Solano Rodríguez fue anunciada como el evento estelar.

## Resultados
1. ↑  Por el Campeonato de Peso Ligero de LUX